# Barytarbodes turcator
Barytarbodes turcator är en stekelart som beskrevs av Aubert 1996. Barytarbodes turcator ingår i släktet Barytarbodes och familjen brokparasitsteklar. Inga underarter finns listade.